# Rokas Jazdauskas
Rokas Jazdauskas, född 14 juni 2005, är en litauisk simmare.

## Karriär
Vid EM 2024 i Belgrad var Jazdauskas en del av Litauens lag som tog guld och noterade ett nationsrekord på 4×200 meter frisim.